# Minyadidae
Minyadidae (Milne Edwards, 1857), o miniàdidi è una famiglia di celenterati antozoi dell'ordine Actiniaria nella superfamiglia Actinioidea..

## Descrizione
Il nome Minyadidae deriva dalla specie tipo Minyas Cuvier, 1817, oggi considerata un sinonimo di Actinecta de Blainville, 1830.
Il nome Minya deriva dal greco Μινυάδες  "Miniadi", nome con cui erano chiamate le tre figlie di Minia, mitico personaggio dell’antico popolo greco dei Minî.
La famiglia Minyadidae ha la caratteristica, unica fra le attinie, di poter vivere nella zona neritica, in quanto la sua parte pedale è in grado di chiudersi su se stessa e formare una specie di pneumatoforo che permette alle miniàdidi di galleggiare capovolte.
Le miniàdidi hanno un corpo scavato che presenta dei bordi incavati con solo una leggera apertura , la cavità viene riempita da una massa chitinosa, porosa che coinsente loro di galleggiare. Sfintere circoscritto. Tentacoli semplici o ramificati, disposti in serie radiale sull'endocele e exococele. In esemplari molto giovani, la disposizione dei tentacoli in file non è evidente. Disposizione di mesenteri particolare a causa del forte allargamento dell'endocele.
Le specie appartenenti alla famiglia Minyadidae sono state osservate principalmente nel Pacifico settentrionale e in parte in quello meridionale presso le coste orientali di Australia e Nuova Zelanda.

## Tassonomia
Secondo il World Register of Marine Species (WORMS), la famiglia è composta da tre generi:
- Actinecta de Blainville, 1830
- Nautactis
- Oceanactis Moseley, 1877